# الفتح الإسلامي لرودس
الفَتْحُ الإِسْلَامِيُّ لِرُودُسَ جزء من الحملات والمعارك العسكريَّة البحرية التي خاضها المُسلمون في جزر البحر الأبيض المتوسط وقائد الفتح الإسلامي لجزيرة رودس البيزنطية هو الصحابي جنادة بن أبي أمية الدوسي الأزدي.

## الأحداث
كان على عهد الخليفة معاوية بن أبي سفيان من ملوك الروم ملكان: أحدهما قُسْطَنْطِين الثاني بن هرقل الثاني الذي ولي الملك من سنة 641م إلى سنة 668م، وقسطنطين الرابع بوغناتس ولي من سنة 668م إلى سنة 685م. كانت الدولة البيزنطية تُغير على المدن الشامية المجاورة، فرتب معاوية غزو بيزنطة برا وبحرًا. كانت الأساطيل في زمنه كثيرة لاهتمامه بأمرها وساعده على ذلك كثرة الغابات في جبل لبنان حتى بلغت أساطيله ألفًا وسبعمائة سفينة كاملة العدد والعُدَدِ وصار يُسَيّرها في البحر فترجع غانمة، وافتتح بها عدة جهات منها جزيرة قبرص وبعض جزر اليونان. وأما جزيرة رودس، فبعث معاوية جنادة بن أبي أمية الأَزْدِيُّ في فترة قسطنطين الرابع ليفتح الجزيرة وفي الإثنين 10 رمضان 53هـ استطاع جنادة ان يفتح الجزيرة ونزل بها المسلمون وهم على حذر من الروم.